# Albøge Sogn
Albøge Sogn var et sogn i Norddjurs Provsti (Århus Stift).
I 1800-tallet var Albøge Sogn anneks til Lyngby Sogn. Begge sogne hørte til Djurs Sønder Herred i Randers Amt. Lyngby-Albøge sognekommune blev ved kommunalreformen i 1970 indlemmet i Grenaa Kommune, som ved strukturreformen i 2007 indgik i Norddjurs Kommune.
I Albøge Sogn ligger Albøge Kirke.
Sognet blev 1. oktober 2021 sammenlagt med Lyngby Sogn til Lyngby-Albøge Sogn.
I sognet findes følgende autoriserede stednavne:
- Albøge (bebyggelse, ejerlav)
- Brokhøje (areal)
- Hallendrup (bebyggelse, ejerlav)
- Kærby (bebyggelse)
- Skarnæs (areal)
- Svenstrup (bebyggelse)
- Søby (bebyggelse, ejerlav)
- Trædhøj (areal)